# Апука (село)
Апу́ка (рос. Апука) — село в Олюторському районі Камчатського краю, Росія. До 1 липня 2007 року перебувало у складі Корякського автономного округу Камчатської області.
Село розташоване на східному березі Олюторської затоки Берингового моря, у гирлі річки Апука. З півночі та північного заходу до села підходять невисокі гори (до 500 м).

## Населення
| 1980 | 1985 | 1990 | 1995 | 2000 | 2003 | 2004 | 2005 | 2006 | 2007 | 2008 | 2009 | 2010 | 2014 | 2016 |
| ---- | ---- | ---- | ---- | ---- | ---- | ---- | ---- | ---- | ---- | ---- | ---- | ---- | ---- | ---- |
| 670  | 774  | 621  | 621  | 424  | 396  | 355  | 349  | 340  | 334  | 324  | 312  | 297  | 264  | 252  |